# 유가량
유가량(劉家良: 류자량, 광둥어 칸토니즈 Lau Kar-leung(라우카렁) 베이징 만다린 보통화(普通話) Liu Chia Liang(리우치아리앙), 1936년 7월 28일 ~ 2013년 6월 25일)은 중화인민공화국(구 홍콩)의 영화 배우, 영화 감독, 시나리오 각본가, 무술 감독, 탤런트이다.
광둥성(廣東省) 광저우시(廣州市)에서 태어나서 어릴 적 성장기에 홍콩으로 건너온 후에 홍콩에서 살며 영화계와 무술계에서 활동하다가 사망하였다.                                                  류잔(劉湛, 유담)의 3남이었으며 그의 아우인 류가룽(劉家榮, 유가영)은 류잔(劉湛, 유담)의 4남이었다.
그런 단순한 직업적인 필모그래피를 떠나서 그는 실제 무술인으로서도 홍콩 무술계의 가장 위대한 가계(家系)와 그 문파(門派)에 속하는 몇 명의 한 사람이었다.
쇼브라더스 스튜디오를 비롯한 제작사들이 존재하며 장철 감독 등이 활동했었던 홍콩 무술 영화와 홍콩 무협 영화의 황금기에 그의 가문에서 류씨(劉氏, 유씨) 3형제가 나왔고, 이 두 명의 친형제와 의동생 막내의 류씨 3형제 3인방(劉氏 三兄第 三人幇, 유씨 3형제 3인방 : 류자량(劉家良, 유가량), 류자룽(劉家榮, 유가영), 류자후이(劉家輝, 유가휘, 본명은 승금희 冼錦熙 셴진시 신졘시))은 주요한 모든 홍콩의 무술 영화 혹은 무협 영화에 단독이거나 협업으로 공히 3인 모두 다 엄청난 활약이라는 대중 문화적 공헌을 홍콩 사회와 동남아를 포함한 주변 여러 아시아 국가들에게 했다.
홍콩의 영화계는 적어도 무술 영화에 관한 한, 류씨(劉氏, 유씨) 가문이 아니면 당시엔 제대로 돌아가지 않을 정도였다. 
홍콩의 무술계와 영화계 양쪽 다 지대한 영향을 끼치던 그는 일대종사(一代宗師)라는 칭호를 받기에 마땅한 진정한 홍콩 무술계 원로였었다.
사인은 20년 넘게 앓던 지병인 백혈병이었다.

## 평가
임세영(林世榮, 린스룽)이라는 황페이홍(黃飛鴻)이 직접 거둔 제자의 한 명이 항일 독립운동을 하느라 광저우(廣州)가 아닌 중국 본토 대륙 다른 곳을 전전하던 때가 있었다.
그 후 중화민국이 건국되고, 다시 그가 고향인 광저우(廣州)에 귀향(歸鄕)하여서 도장(무관, 武官)을 열어서 임세영(林世榮, 린스룽)이 황페이홍(黃飛鴻)에게서 배웠던 홍가권(洪家拳)을 그곳에서 가르쳤을 때, 제자의 한 사람이 바로 유가량(劉家良)의 아버지 류잔(劉湛, 유담)이었다. 말하자면 유가량(劉家良)은 황페이홍(黃飛鴻)의 손자 제자인 셈이다(거꾸로 유가량(劉家良)의 입장에서 말하면 사조(師祖)라는 무협소설이나 무협영화적인 단어에 해당하는 이가 바로 그 위대하고 유명한 홍콩과 중국 대륙의 근대 무인인 황페이홍(黃飛鴻)이다).                                                                                                     유가량(劉家良)도 유가량(劉家良)에게 홍권(洪拳)을 가르친 아버지 유담(劉湛, 류잔)도 모두 황페이홍(黃飛鴻)을 한 번도 만나본 적이 없다고는 하지만 문파에서 족보로 치면 그렇다. 아주 어릴 적인 5살때부터 홍가권(洪家拳)을 아버지의 엄격한 지도 아래에 훈련하기 시작했다. 유가량(劉家良)이 배운 무술에는 중국 남권(南拳)의 대명사가 되다시피 한 몇 개 문파의 하나인 홍가권(洪家拳, 홍권(洪拳)이라고 흔히 줄여서 많이 부르는)만이 아니라, 영춘권(詠春拳)도 포함된다. 생전에 불세출의 액션스타인 이소룡(李小龍, 브루스 리 Bruce Lee)도 진정한 자신의 대사형(大師兄)으로 여기며 존경했었고, 유가량(劉家良, 류자량) 도 이소룡(李小龍)의 영화적 커리어에 대한 조언을 늘 아끼지 않았다고 한다.
그의 삶은 단순한 영화계의 무술 배우이자 무술 감독이며 영화감독 혹은 시나리오 각본가 등에 국한되는 것이 아니다.                                                                                                      그의 실제 무술의 경지도 영춘권(詠春拳)과 비교할 정도로 세계적인 무술이 된 홍가권(洪家拳)의 가장 적통한 계승자로서 자타공인 홍콩 최고의 무술인의 한 명이었다.      여타 유명한 홍콩 출신의 액션 배우들이 아무리 대단하다고 하더라도, 어린 시절부터 특정 명문 문파의 정식으로 혹독하고도 체계적인 교습과 수련을 통한 실전 무술의 차원에서 명인(名人)이나 달인(達人)이 된 유가량()과는 비교할 바가 못된다. 이에 필적할 만한 사람은 오직 리옌졔(李連杰, 이연걸)만이 거론될 수 있을 것이다. 전쯔단(甄子丹, 견자단 도니 옌 Donnie Yen)도 어느 정도는 도달했다고도 할 수 있다. 전쯔단(甄子丹, 견자단 도니 옌 Donnie Yen)이 배운 무술은 너무 종류가 많고 복잡하여서 그가 구사하는 무술은 그만의 무술이라고 부를 수 있을 정도로 혼합이 되어 있다고 한다. 대만 출신 리앙(李安, 이안) 감독의 영화 와호장룡(臥虎藏龍)에서 무술 연출을 맡았던 전쯔단(甄子丹, 견자단 도니 옌 Donnie Yen)의 어머니도 중국 전통 무술의 일종인 보당의 계승자라고 한다. 중국의 전통적인 여러 종류의 타무술들보다 더 부드럽고 마치 춤추듯이 유연한 것이 특징인 무술이다. 그래서 전쯔단(甄子丹, 견자단 도니 옌 Donnie Yen)과 그의 여동생도 어릴 적부터 자연스럽게 보당을 수련했다고 한다. 전쯔단(甄子丹, 견자단 도니 옌 Donnie Yen )은 리옌졔(李連杰, 이연걸)처럼 북경무술학교(정식 명칭은 당시에는 북경체육학교(北慶體育學敎))에서 대륙의 자기 또래 어린 학생들과 같이 무술을 배웠으나 이방인인 그로서는 아무래도 염치불구한 것 같아서 그 학교를 오래 다니지도 않고 도중에 스스로 나왔다고 한다. 그도 광둥성(廣東省) 광저우(廣州)에서 태어나서 미국으로 어릴 때 가족 전체가 이민을 갔다고는 해도 출생만큼은 본토 대륙 출신이라면 본토 대륙인이지만 이미 미국에서 오랜 세월을 살아서 자신이 이질적인 존재라고 항상 생각한 듯하다. 그래서인지 그의 초기작인 1970년대 어느 작품에서는 무려! 힙합을 하는 불량하고 삐뚤어진 중국계 미국 청소년으로 나온다. 거의 전쯔단(甄子丹 , 견자단 도니 옌 Donnie Yen) 자신이 살아온 생애의 일부 실화와 겹치기까지 한다.
하지만 홍가권(洪家拳)에 기타 여러 권법들을 대담하고도 대범하게 받아들여서 차용을 넘어 포용인 수용까지 한 황페이홍(黃飛鴻) 덕분에 새롭고도 혁신적인 발전을 이룬 현대적 홍가권(洪家拳)의 가장 적통한 문파의 적전제자인 그에겐 타의 추종을 불허할 만한 실제 실력이 입증하고도 남는 차원으로 있었다. 이소룡(李小龍)도 근대 중국 무술계의 일대종사라는 엽문(葉問, Yè Wèn, Ip Man)의 실제 제자이지만 유가량(劉家良)쪽은 황페이홍(黃飛鴻)이라는 항일 독립운동에도 참여한 문서도 나오기 시작한 근대 중국 대륙에서 민족과 민중의 영웅이었던 전설적 무인의 4대째 직계제자이다. 더군다나 이소룡(李小龍)은 엄밀히 말하면 엽문(葉問)이 가르쳤던 많은 제자들의 한 명이었지, 임세영(林世榮, 린스룽)의 적전제자이자 직계제자였었던 아버지가 치열하고 엄격하게 이미 유년의 나이부터 직접 전수하고 가르친 유가량(劉家良)과는 상대도 안 될 짧은 기간인 2년 남짓만 엽문(葉問) 노사부(老師傅)에게서 배웠다. 이소룡(李小龍)이 홍콩을 넘어 헐리웃을 비롯한 탈아시아적인 전 세계 액션영화와 청년 문화의 슈퍼스타이자 시대적 아이콘이 되자, 엽문(葉問)이 놀랐을 정도였다. 엽문(葉問)이 상당히 늙어서 가르쳤을 뿐만 아니라 이소룡(李小龍)은 잡다하게 그리고 또 모두 공통적으로 단기간만 각각 여러 무술 문파들의 도장에 수련하러 나왔었다. 급이 다르다고 할 수도 있다. 아무리 엽문(葉問)도 국민당 시절에 비밀요원으로 지금 대륙 중국인민공화국의 당시 공산당과 대립각을 세우면서도 동시에 겉으로는 경찰이라는 표면상 직업과 함께 항일 운동을 하였다는 일부 설이 이제는 주장된다고 하더라도. 민중을 무술뿐만이 아니라 그 못지 않게 탁월했었던 의술로 돈이 없는 가난한 사람들이라면 무료로 자주 치료해주기까지 했었던 의협심마저 지녔던 진정한 위인인 황페이홍(黃飛鴻)에게는 비교가 가능하지 않는다. 무술의 개인적인 실력과 전투력과 능력과 어쩌면 문파의 명성 측면까지도 영춘권의 20세기 실존 고수였던 엽문(葉問)은 황페이홍(黃飛鴻)을 따라갈 수 없다. 영춘권(詠春拳)이 전 세계적인 인지도와 수련 인구를 가지게 된 것은 엽문(葉問)이라는 근대 중국 무술계 일대종사의 한 명인 실존 무술인이었던 인물 때문이거나 영춘권(詠春拳) 고유의 장점보다는 이소룡(李小龍)의 덕택인 점이 다분하다. 다만 황페이홍(黃飛鴻)이 워낙 과거의 인물이라서 구전설화처럼 그의 행적만 무성하게 전해질 뿐, 실제 역사적 사료(史料)들은 거의 남아있지가 않아서 증명할 길이 없다는 점이 황페이홍(黃飛鴻)을 쉽게 실재(實在)했었던 실존적 영웅이라는 예시로 들지 못하게 한다. 제독 유영복과 같은 청나라 말기 군대의 문서들에 관련된 훈련 교관으로서 무술 사범을 맡았다는 사소한 흔적 같은 기록 몇 번이 나타나는 것 외에는 그의 공식적인 중국 근대 역사의 참여 활동을 찾아볼 수 없다. 그 당시가 뭐든 미비하고 허술한 관리가 전 사회적 분야에 걸쳐져 만연하였다는 점을 감안하여도 어쩔 수 없이 그렇다. 하지만 이 점은 중국만이 아니라 전 아시아가 공통적으로 다 공유한 치명적인 혼돈의 그 당시 사회적 분위기였었다. 임세영(林世榮, 린스룽)이 가르쳤던 유담(劉湛, 류잔)이 광둥성(廣東省)의 광저우(廣州)에서 홍콩으로 건너오고 1950년대부터 1960년대에 우후죽순처럼 80번 남짓과 100번 넘게 거듭해서 황페이홍(黃飛鴻)의 생애를 소재로 영화들이 마구잡이로 홍콩에서 제작되고 유가량(劉家良)도 친동생인 유가영(劉家榮)도 의동생인 막내 유가휘(劉家輝)도 그런 황페이홍(黃飛鴻)의 영화들에서 제작 스탭인 영화감독과 무술 감독과 주연 배우와 조연 배우로 같이 또 혼자 작품을 만들 때도 실제 사료(史料)는 무시당하기 일쑤였었다. 홍희관(洪熙官)이라는 일설에는 남소림(南少林)이 청나라 말기에 푸젠성(福建省)에 있었고 거기의 속가 제자였던, 스님이 아닌 지금의 공무원처럼 관청 관리라고 하던 사람이 살인을 하고(단 한 번의 주먹으로 치는 손기술의 일격으로 때려 죽였다고 한다) 광둥성(廣東省)으로 피신하여 건너와서 홍가권(洪家拳)을 거의 창시하다시피 소림사 권법을 기초적인 바탕으로 해서 만들었다고 한다. 또 다른 설은 그가 찻잎을 따서 차(茶)를 만들어 팔던 상인이었다고도 한다. 그래서 이름이 그의 성을 따서 홍권(洪拳) 또는 홍가권(洪家拳)이라는 권법이 세상에 탄생하게 된 것이다. 다시 그걸 육아채(陸阿采)라는 제자가 홍희관(洪熙官)에게서 배우고 그것이 다음에는 육아채(陸阿采)의 제자인 황태(黃泰)라는 무술인에게 전해졌고 그 황태(黃泰)의 아들이 황기영(黃麒英)이며 황기영(黃麒英)에게 황기영(黃麒英)의 아들 황페이홍(黃飛鴻)은 어릴 적부터 거의 의무적으로 당연히 배워야만 했었다. 서극(徐克, 쉬커) 감독이 제작과 감독을 동시에 했었던 리옌졔(李連杰, 이연걸) 주연의 황비홍 영화 시리즈에서는 육아채(陸阿采)가 뚱뚱하며 괴력을 지닌 백정과 정육점을 겸하는 제자로 나오기까지 한다(얼마 전에 작고한 정칙사(鄭則士)가 연기했다). 육아채(陸阿采)라는 이 실존 무인이자 황비홍 영화속 캐릭터가 사실은 실존 인물이었던 황페이홍(黃飛鴻)의 제자 임세영(林世榮, 린스룽)의 실제 직업을 영화 속에서 대신 담당한 것이다. 비록 서극(徐克) 감독이 제작한 황비홍 영화 시리즈에서만이든 과거의 다른 감독들이 만든 영화들에서도 역시 마찬가지이든. 이 점에서 기록의 엉망진창이거나 상당히 많은 분실이 여실히 보여진다.
이렇듯 무술 영화배우를 비롯한 홍콩의 영화계에서의 직업적 필모그래피와 홍콩의 무술계 모두 양쪽에서 유가량(劉家良, 류자량)이 남긴 업적은 실로 경탄할 만하다.

## 출연 작품

### 영화
- 칠검 (2005년) - 부청주 역
- 철마류 3 - 취마류 (2002년)
- 첩영추흉 (1994년)
- 취권 3 (1994년) 감독, 무술감독, 단역
- 취권 2 (1994년) - 복민기 역
- 가자왕 (1992년)
- 쌍룡회 (1992년)
- 여걸쌍웅 (1990년)
- 대호출격 2 (1990년)
- 열혈풍운 (1990년)
- 흑도신성 (1989년)
- 군룡희봉 (1989년)
- 최가박당 5 - 신최가박당 (1989년)
- 용의 가족 (1988년)
- 대호출격 (1988년)
- 횡재삼천만 (1987년)
- 이연걸의 남북소림 (1986년)
- 벽력십걸 (1985년)
- 오랑팔괘곤 (1983년)
- 소림여무당 (1983년)
- 장문인 (1983년)
- 소림취팔권 (1982년)
- 어묘삼희금묘서 (1982년)
- 전설의 무예 (1982년)
- 용?소영웅 (1982년)
- 무관 (1981년)
- 장배 (1981년) - 남권의 고수, 여정전 역
- 파계대사 (1981년)
- 틈왕리자성 (1980년)
- 소림용문방 (1980년)
- 모산강시권 (1979년)
- 란두하 (1979년)
- 풍후 (1979년)
- 당랑권법 (1978년)
- 중화장부 (1978년)
- 소림36방 (1978년)
- 방세옥대파매화장 (1977년)
- 홍희관 (1977년)
- 중원표국 (1976년)
- 육아채여황비홍 (1976년) - 천심퇴의 고수, 호복 역
- 신타 (1975년)
- 구련환 (1972년)
- 13인의 무사 (1970년)
- 돌아온외팔이 (1969년)
- 심야의 결투 (1968년)
- 단장의 검 (1967년)
- 대자객 (1967년)
- 의리의 사나이 외팔이 (1967년)
- 변방삼협 (1966년)
- 남룡북봉 (1963년)